# Oldtimer- und Technikmuseum Perleberg
Das Oldtimer- und Technikmuseum Perleberg ist ein Automuseum in Brandenburg.

## Geschichte
Der Verein Oldtimerfreunde Perleberg e.V. bekam von der Stadt Perleberg eine unter Denkmalschutz stehende Turnhalle von 1896 zur Verfügung gestellt. Am 17. Januar 2002 begannen die Arbeiten, diese Halle zu einem Museum umzugestalten. Am 1. Mai 2002 war Eröffnung. Die Ausstellungsfläche beträgt etwa 360 Quadratmeter. Das Museum ist sonntags geöffnet.

## Ausstellungsgegenstände
Ausgestellt sind etwa 50 Motorräder, 7 Mopeds, 5 Fahrräder, 7 Autos, 10 Motoren, 1 Flugzeug und einige Sonderfahrzeuge. Besonderheiten sind ein MAN-Traktor von 1956, DKW E 206 von 1927, D-Rad von 1925 sowie Schlosser- und Stellmacherwerkstätten. Früher wurde auch ein Mikrus präsentiert.

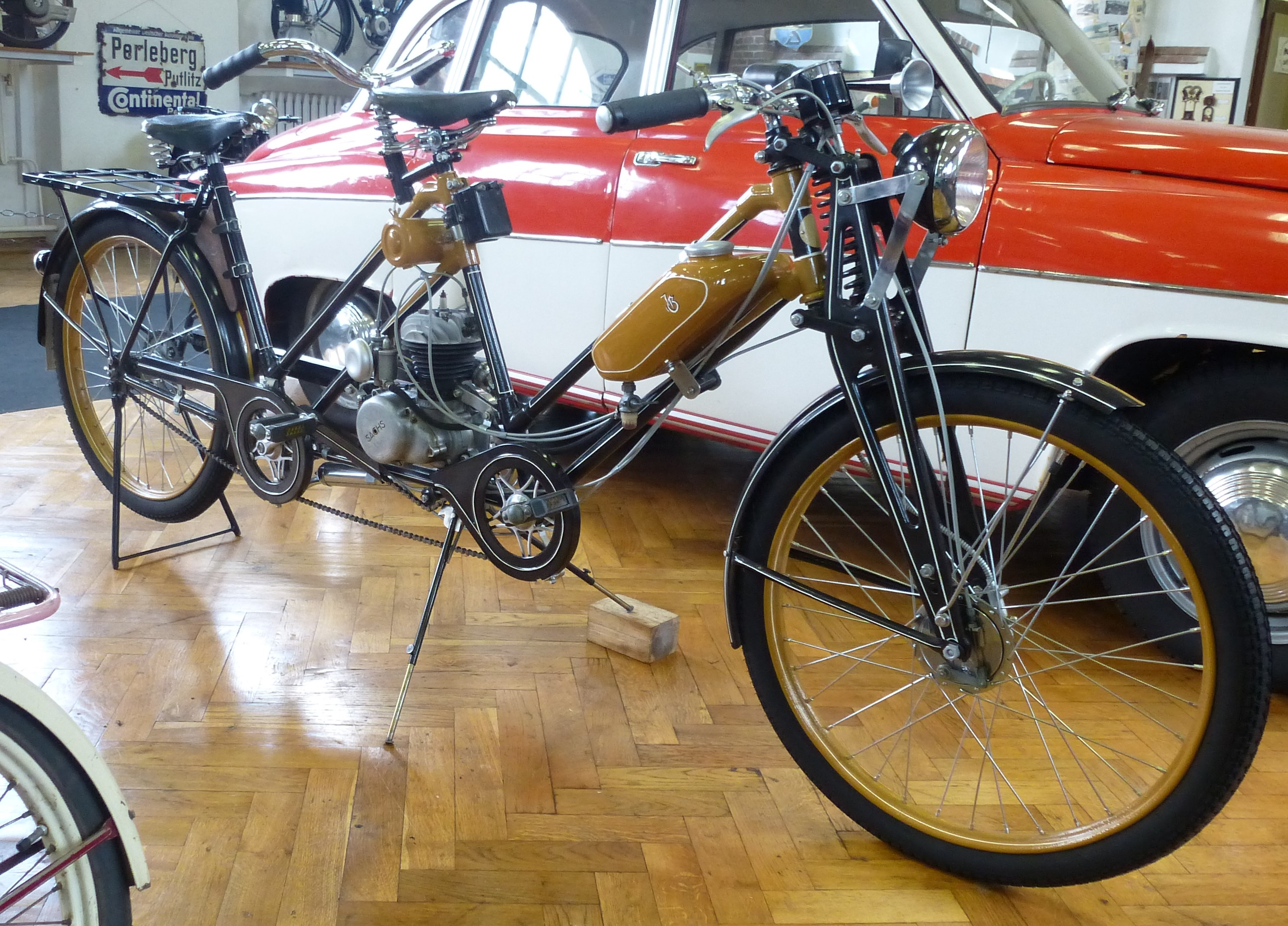
Tandem-Motorrad von Cito
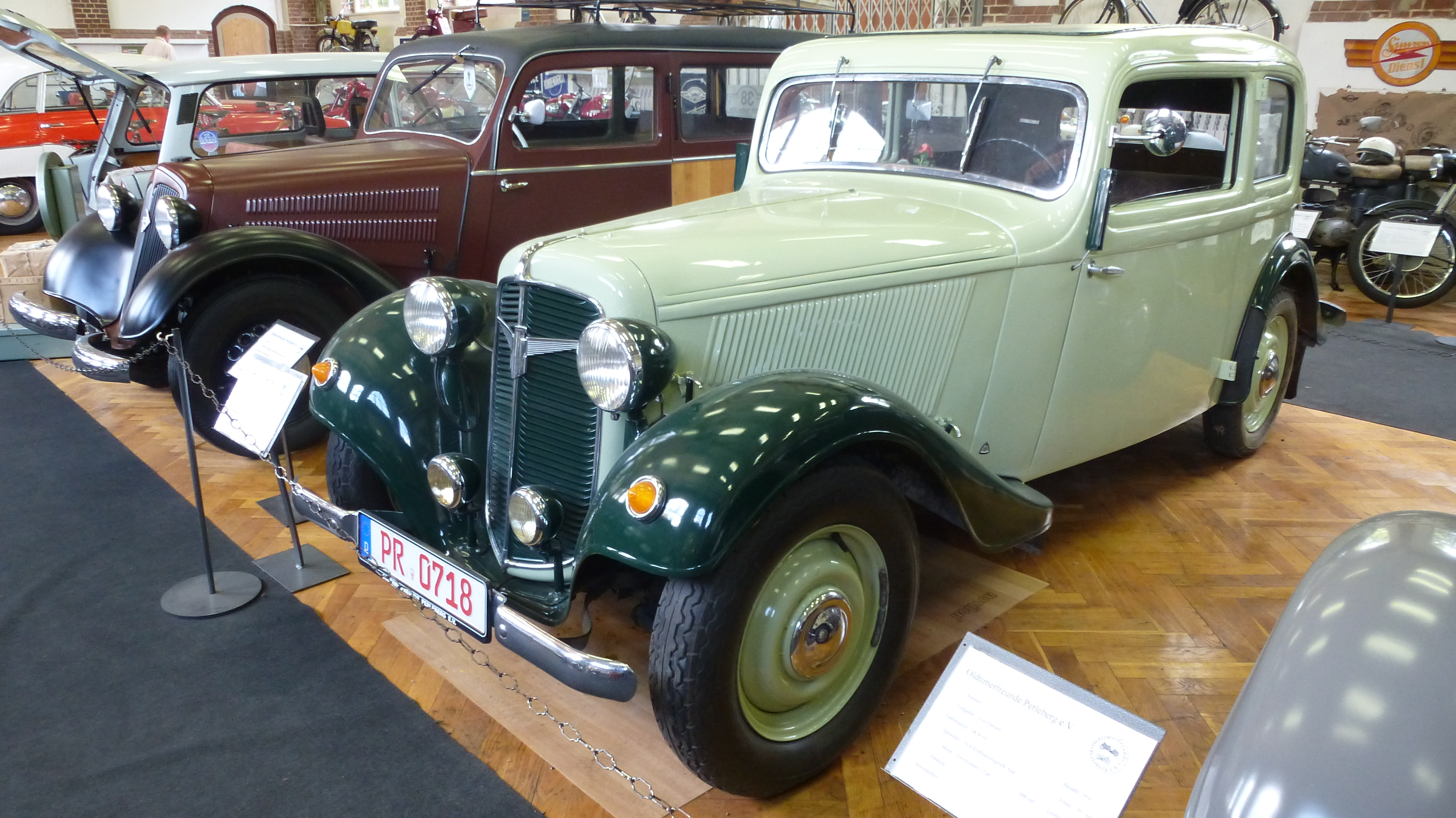
Adler Trumpf Junior von 1934
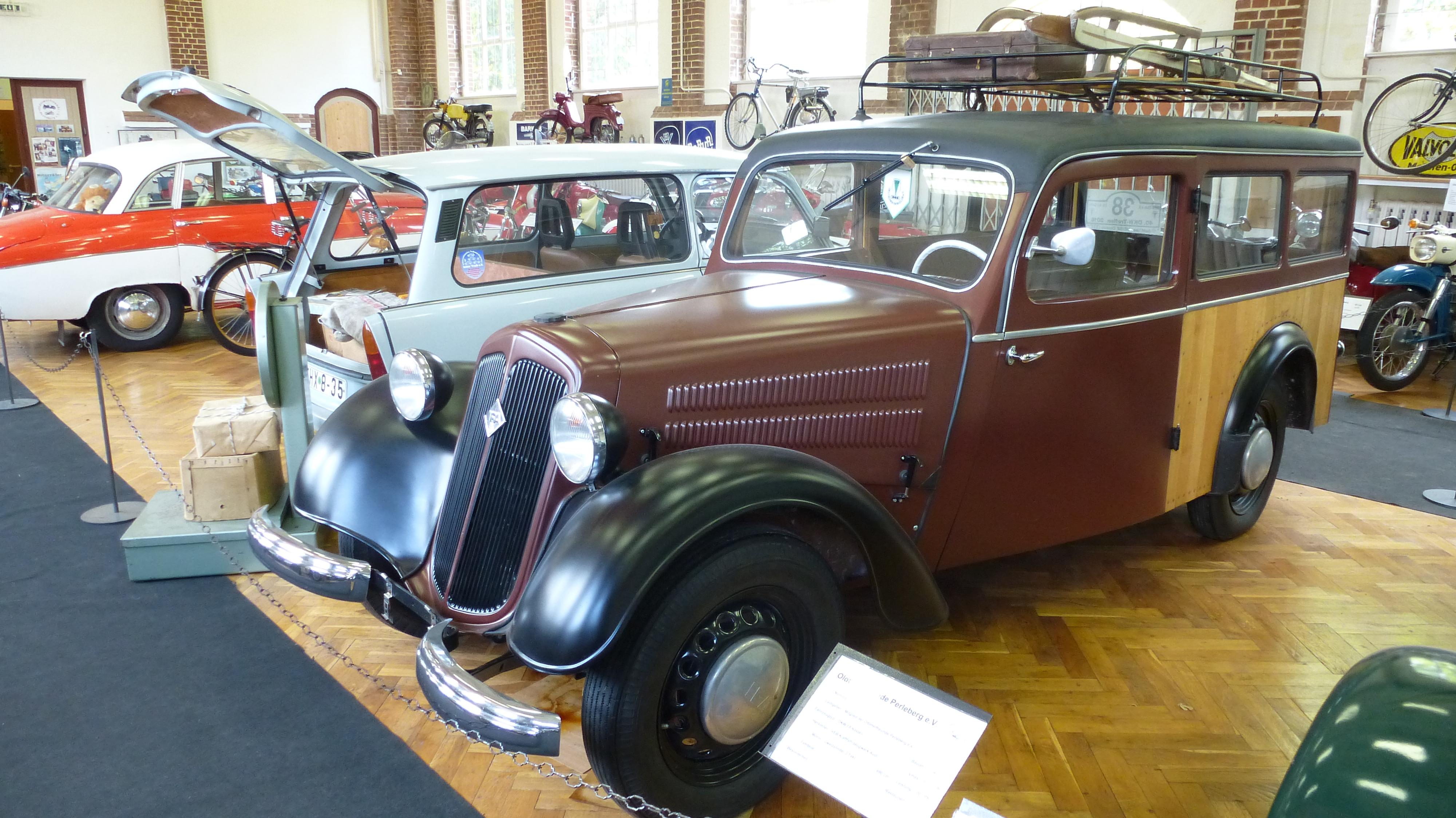
IFA F 8 Kombi von 1954